# Ambarwinangun
Ambarwinangun is een bestuurslaag in het regentschap Kebumen van de provincie Midden-Java, Indonesië. Ambarwinangun telt 1625 inwoners (volkstelling 2010).